# توني جاردميستر
توني جاردميستر (بالفنلندية: Toni Gardemeister) مواليد 31 مارس 1975 في كوفولا، فنلندا، هو سائق راليات فنلندي بدأ مسيرته في سنة 1996. كان أول رالي له هو رالي فنلندا 1996. تسابق في بطولة العالم للراليات. تسابق في رالي التحدي عبر القارات. صعد على المنصة 6 مرات خلال مسيرته.

## فرق مثلها
- ميتسوبيشي موتورز
- فريق فورد للراليات

## روابط خارجية
- توني جاردميستر على موقع eWRC-results.com (الإنجليزية)